# ۳-دی‌اوکسی گلوکوزون
۳-دی‌اوکسی گلوکوزون (به انگلیسی: 3-Deoxyglucosone) یک ترکیب شیمیایی با شناسه پاب‌کم ۱۱۴۸۳۹ است. 